# معسكرات الموت البولندية

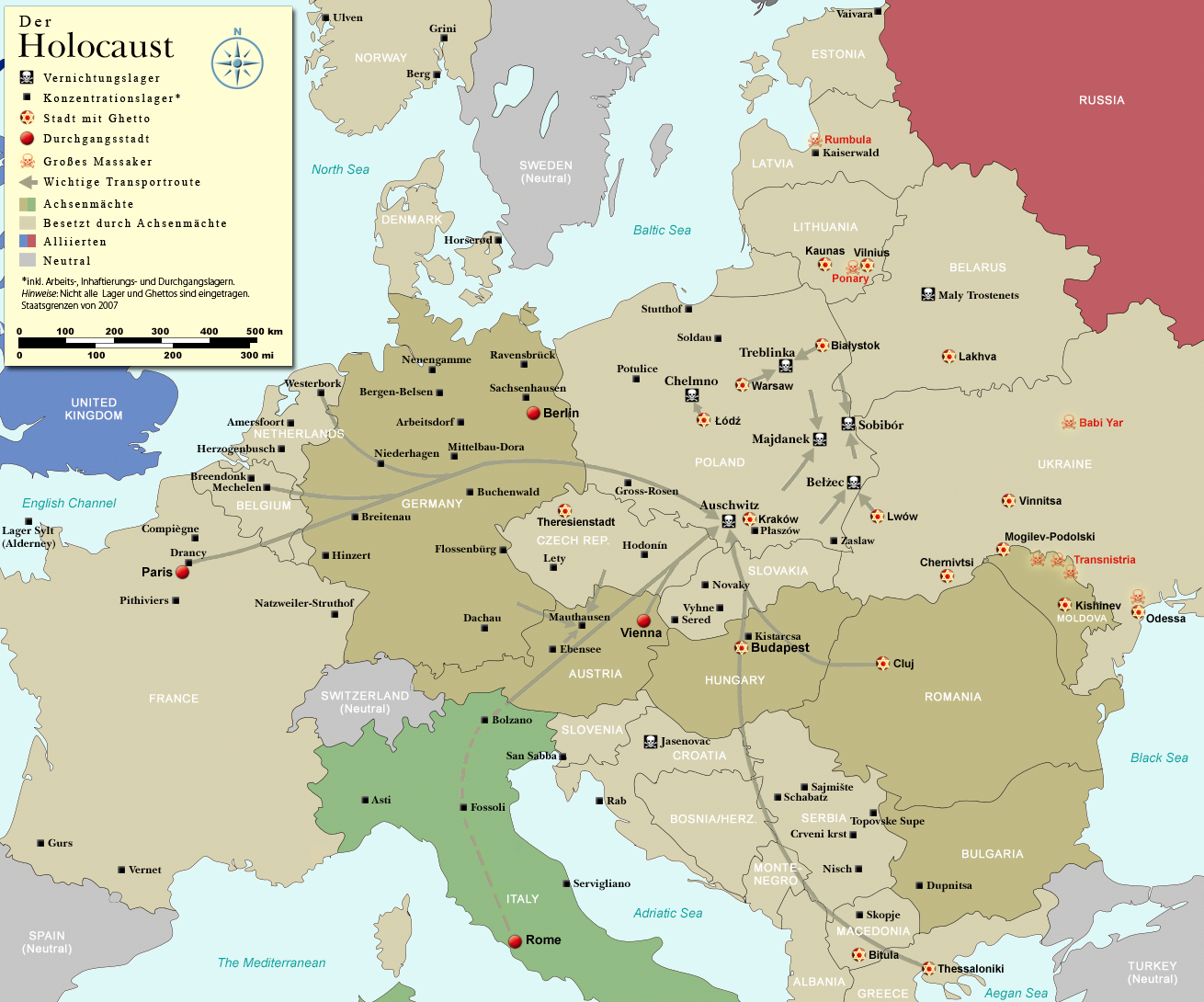

معسكرات الموت البولنديه (أحيانا البولنديه معسكرات الاعتقال) مصطلح يطلق لوصف معسكرات الاعتقال النازية الالمانيه الواقعة تحت الاحتلال الألماني في بولندا خلال الحرب العالمية الثانية. استخدام التعبير أحياناً من وسائل الإعلام الدولية عندما وصف المحرقة. وكثيراً ما يعود إلى الجهل أو النوايا السيئة، وأيضاً من قبل اللجنة اليهودية الأمريكية.
في حين أن استخدام المصطلحات كان يعتبر على نطاق واسع مرفوضًا، خاصةً للقوميين البولنديين، إلا أن تعديل قانون معهد إحياء الذكرى الوطنية عام 2018 أثار غضبًا داخل وخارج بولندا. يجرم القانون التصريحات العامة التي تنسب إلى الأمة البولندية المسؤولية الجماعية في الجرائم المتعلقة بالهولوكوست، أو الجرائم ضد السلام، أو الجرائم ضد الإنسانية، أو جرائم الحرب، أو التي تقلل بشكل كبير من مسؤولية الجناة الفعليين. كان من المفهوم بشكل عام أن القانون يجرم استخدام تعبيري معسكر الموت البولندي ومعسكر الاعتقال البولندي.
يحظر التعديل أيضًا استخدام تعبير معسكر الاعتقال البولندي فيما يتعلق بالمعسكرات التي أدارتها الحكومة البولندية بعد الحرب في مواقع المعسكرات النازية السابقة. في قضية قضائية في يناير 2018، حُكم على موقع Newsweek.pl للإشارة إلى معسكر اعتقال زوغدا، الذي كانت تديره السلطات البولندية بعد الحرب العالمية الثانية، باعتباره معسكر اعتقال بولندي.
في عام 2019، قضت المحكمة الدستورية في بولندا بأن التعديل باطل وغير ملزم.

## السياق التاريخي
خلال الحرب العالمية الثانية، قُتل ثلاثة ملايين يهودي بولندي (90% من السكان اليهود البولنديين قبل الحرب) نتيجة أعمال الإبادة الجماعية النازية الألمانية. وقُتل أيضًا ما لا يقل عن 2,5 مليون مدني وجندي بولندي غير يهودي. ونُقل أيضًا مليون يهودي غير بولندي قسرًا من قبل النازيين وقُتلوا في بولندا التي احتلتها ألمانيا. قُتل ما لا يقل عن 70 ألف من الإثنية البولندية الذين لم يكونوا يهودًا على يد ألمانيا النازية في معسكر أوشفيتز وحده.
بعد الغزو الألماني، شهدت بولندا، على عكس حالات مثل فيشي فرنسا، إدارة ألمانية مباشرة بدلاً من حكومة عميلة من السكان الأصليين.
ضمت ألمانيا الجزء الغربي من بولندا قبل الحرب. طُرد بعض البولنديين من الأراضي التي ضُمت لإفساح المجال للمستوطنين الألمان. أصبحت أجزاء من شرق بولندا جزءًا من الإدارة العسكرية في أوكرانيا والإدارة العسكرية في أوستلاند. كانت بقية بولندا التي احتلتها ألمانيا، والتي تطلق عليها ألمانيا الحكومة العامة، تدار من قبل ألمانيا كأرض محتلة. لم تتلق الحكومة العامة أي اعتراف دولي. تشير التقديرات إلى أن الألمان قتلوا أكثر من مليوني مدني بولندي غير يهودي. دعا المخططون الألمان النازيون إلى التدمير الكامل لجميع البولنديين، وحُدد مصيرهم، وكذلك مصير العديد من السلاف الآخرين، في خطة عامة للإبادة الجماعية (الخطة العامة للشرق).
صرح المؤرخون عمومًا أن عددًا قليلاً نسبيًا من البولنديين تعاونوا مع ألمانيا النازية، مقارنةً بالحالات في البلدان الأخرى التي تحتلها ألمانيا. أدانت حركة السرية البولندية المتعاونين وأعدمتهم قضائيًا، ونسقت مع الحكومة البولندية في المنفى المقاومة للاحتلال الألماني، بما في ذلك مساعدة يهود بولندا.
كان بعض البولنديين متواطئين أو غير مبالين باعتقال اليهود. هناك تقارير تفيد بتسليم الجيران اليهود للألمان أو ابتزازهم. في بعض الحالات، قتل البولنديون أنفسهم مواطنيهم اليهود، وأشهر الأمثلة على ذلك هي مذبحة جيدوابني عام 1941 ومذبحة كيلسي عام 1946، بعد انتهاء الحرب.
ومع ذلك، خاطر العديد من البولنديين بحياتهم لإخفاء ومساعدة اليهود. كُشف عن البولنديين أحيانًا من قبل اليهود الذين كانوا يساعدونهم، إذا عثر الألمان على اليهود، ما أدى إلى مقتل شبكات الإنقاذ البولندية بأكملها. كان عدد اليهود المختبئين مع البولنديين حوالي 450 ألف شخص. ربما ساعد مليون بولندي اليهود. بعض التقديرات تصل إلى ثلاثة ملايين مساعد.
البولنديون لديهم أكبر عدد في العالم من الأفراد الذين اعترفت منظمة ياد فاشيم الإسرائيلية بأنهم من بين الصالحين من الأمم غير اليهود الذين خاطروا بحياتهم لإنقاذ اليهود من الإبادة أثناء الهولوكوست.
كانت بولندا المحتلة هي المنطقة الوحيدة التي أصدر فيها الألمان مرسومًا يقضي بأن أي نوع من المساعدة لليهود يعاقب عليه بالإعدام للمساعد وعائلته بأكملها. من بين ما يقدر بثلاثة ملايين بولندي غير يهودي قتلوا في الحرب العالمية الثانية، أعدِم ما يصل إلى 50 ألف شخص من قبل ألمانيا فقط لإنقاذ اليهود.

## تحليلات التعبير

### مناصرة الأساس المنطقي
يجادل المدافعون بأن تعبير معسكرات الموت البولندية يشير بشكل صارم إلى الموقع الجغرافي لمعسكرات الموت النازية ولا يشير إلى تورط الحكومة البولندية في فرنسا أو، لاحقًا، في المملكة المتحدة. اعتذر بعض السياسيين ووكالات الأنباء الدولية عن استخدام المصطلح، ولا سيما باراك أوباما في عام 2012. دافع روبرت هيرست، رئيس شبكة سي تي في، عن استخدام شبكته للمصطلح لأنها تشير فقط إلى الموقع الجغرافي، لكن مجلس معايير البث الكندي حكم ضدها، معلناً أن الشبكة استخدمت المصطلح بطريقة غير أخلاقية. لم يعتذر آخرون، قائلين إن حقيقة أن أوشفيتز وتريبلينكا ومايدانيك وشيمنو وبيشيك وسوبيبور كانت موجودة في بولندا المحتلة من قبل ألمانيا.
وتعليقًا على مشروع قانون 2018 الذي يجرم مثل هذه التعبيرات، برر السياسي الإسرائيلي يائير لابيد تعبير معسكرات الموت البولندية بحجة أن مئات الآلاف من اليهود قُتلوا دون لقاء جندي ألماني.

### انتقاد التعبير
يجادل معارضو استخدام هذه التعبيرات بأنها غير دقيقة، إذ يشيرون إلى أن المعسكرات كانت مسؤولية البولنديين، بينما في الواقع فقد صُممت وبُنيت وشُغلت من قبل الألمان واستخدمت لإبادة كل من غير اليهود البولنديون واليهود البولنديون، وكذلك اليهود الذين نقلهم الألمان إلى المعسكرات من جميع أنحاء أوروبا. وصفت المؤرخة جينيفيف زوبرزيكي ورابطة مكافحة التشهير التعبير بأنه تسمية خاطئة. كما وُصف التعبير بأنه مضلل من قبل هيئة تحرير صحيفة واشنطن بوست ونيويورك تايمز ومجلس معايير البث الكندي وصائد النازيين الدكتور إفرايم زوروف. وصفت منظمة ياد فاشيم لتخليد ضحايا الهولوكوست المصطلح بأنه تحريف تاريخي، وأشار المتحدث باسم البيت الأبيض تومي فيتور إلى أن استخدامه خاطئ.
وصف أبراهام فوكسمان من رابطة مكافحة التشهير الدفاع الجغرافي الصارم للمصطلحين بأنه قذارة في اللغة وخطأ جسيم وغير عادل للغاية لبولندا. قال وزير الخارجية البولندي آدم دانيال روتفيلد في عام 2005 أنه بذريعة وجود مجرد مرجع جغرافي، فإن هناك محاولات لتشويه التاريخ.